# طيران نونافوت
طيران نونافوت، وتُعرف أيضاً باسم سموث إير Smooth Air، هي شركة طيران مقرها في إيكالويت، نونافوت في كندا. وهي شركة النقل الجوي المحلية الوحيدة المملوكة للإنويت  في منطقة القطب الشمالي الشرقي، وتقوم بتشغيل خدمات الطيران العارض في جميع أنحاء القطب الشمالي بكندا وشمال كيبيك وجرينلاند. قاعدة عملياتها الرئيسية هي مطار إيكالويت.

## تاريخ
تأسست الشركة وبدأت عمليات الطيران العارض في عام 1989 باسم إير بافين. تم افتتاح الخدمات المجدولة في مايو 1992.
تمتلك شركة الطيران أيضاً قاعدتين رئيسيتين للعمليات، مطار أوشاوا التنفيذي ومطار إيكالويت. تحت اسم شركة SmoothAir Charter، يتم تشغيل طائرات Dassault Falcons خارج مطار أوشاوا التنفيذي الذي يقدم خدمات الطيران المستأجر. تبقى طائرات Beechcraft King Air 200 في إيكالويت لخدمة المجتمعات العمرانية المحيطة.

## الأسطول
وفقًا لهيئة النقل الكندية يتكون أسطول طيران نونافوت من الطائرات التالية (اعتباراً من أكتوبر 2023):
| الطائرات                | عدد الطائرات | المتغيرات                                        | ملحوظات |
| بيتشكرافت سوبر كينج إير | 4            | 200                                              | 8 أو 11 أو 13 راكباً، قادرة على السير بالحصى. |
| داسو فالكون 10          | 7            | الصقر 10                                         | تم إدراجها من قبل Air Nunavut كطائرة Falcon 10 Jet، 7 ركاب، قادرة على السير بالحصى. تم إدراج طائرة واحدة من قبل هيئة النقل الكندية على أنها تحمل شهادة تسجيل مؤقتة منتهية الصلاحية. اثنان فقط مدرجان في موقع SmoothAir Charter. |
| داسو فالكون 20          | 3            | ميستر/فالكون 20F5 ، فالكون 200 ، مروحة جت فالكون | اثنان فقط مدرجان في موقع SmoothAir Charter. |